# Зозуля Олександр Іванович
Олександр Іванович Зозуля (біл. Аляксандр Іванавіч Зазуля; 9 липня 1965, с. Гайківка, Кобринський район, Берестейська область) — білоруський політик, депутат Палати представників Національних зборів Республіки Білорусь V скликання.

## Біографія
Народився 9 липня 1965 року в с. Гайківка Кобринського району Берестейської області.
Закінчив Білоруський державний університет, правознавство; Академію управління при Президентові Республіки Білорусь, спеціаліст у галузі державного управління.
Служив у лавах радянської армії. Працював електромеханіком на залізниці на ст. Жабинка Берестейської області; слюсарем у м. Кобрині; першим секретарем Кобринського міського комітету ЛКСМБ; завідувачем відділу торгівлі, інспектором у справах молоді, юристом Кобринського міського виконавчого комітету Берестейської області; у фірмі «Факторія»; директором ЗАТ «Оптималсервіс» у м. Кобрині.
Був депутатом Берестейської обласної ради депутатів, депутатом Палати представників Національних зборів Республіки Білорусь, заступником голови постійної комісії з державного будівництва, місцевого самоврядування та регламенту.
З 2012 року депутат Палати представників Національних зборів Республіки Білорусь V скликання. У 2013—2018 роках — голова Кобринського райвиконкому.

## Нагороди
Нагороджений медалями «За бойові заслуги», «Воїну-інтернаціоналісту від вдячного афганського народу», «15 років виведення радянських військ з Демократичної Республіки Афганістан», «60 років визволення Республіки Білорусь від німецько-фашистських загарбників», «В пам'ять 10-річчя виведення радянських військ з Афганістану», «60 років Перемоги у Великій Вітчизняній війні 1941—1945 рр.», «70 років Збройним Силам СРСР», «90 років Збройним Силам Республіки Білорусь», Почесною грамотою Національних зборів Республіки Білорусь.

## Особисте життя
Одружений, має сина і дочку.